# Ак-Барс-Арена
«Ак Барс Арена» — російський універсальний футбольний стадіон розташований у місті Казані (Республіка Татарстан). Відкритий 14 червня 2013 року.
Є домашньою ареною казанського футбольного клубу «Рубін». Один з найбільш містких стадіонів Росії. Один з об'єктів проведення XXVII Всесвітньої літньої Універсіади 2013 року, чемпіонату світу з водних видів спорту 2015 року та чемпіонату світу з футболу 2018 року. Єдиний у світі футбольний стадіон, на якому встановлено 12 світових рекордів у плаванні.